# Fucked for Life
Fucked for life (FFL) är ett svenskt kriminellt nätverk som uppstod i Tumba 1999 med Daniel Maiorana som ledare. Kärnan i nätverket utgörs av 12 män som tatuerat "FFL" på överarmen eller i nacken. De kallade sig från början "Tumba Lords" men bytte till det nuvarande namnet 1999.
Ursprungsgruppen bestod av fem medlemmar men under 2004 uppskattade polisen att gruppen hade cirka 40 medlemmar. FFL sysslade från början med mopedstölder men gick senare över till att stjäla motocrosscyklar. De har även sprängt uttagsautomater och genomfört värdetransportrån. Flera grova rån har kopplats till FFL, bland annat sprängningen av en värdetransport i Hallunda, ett väpnat rån mot en bussterminal i Landskrona 2002 och ett värdetransportrån i Liljeholmen 2000.

### Fotnoter
1. ↑  Ovander, Petter (30 augusti 2005). ”Moppestöld första brottet”. Aftonbladet. http://www.aftonbladet.se/nyheter/article309922.ab. Läst 10 oktober 2009.
2. ↑  Baas, David (8 februari 2009). ”De nya gängen i Maffia-sverige”. Expressen. http://www.expressen.se/nyheter/de-nya-gangen-i-maffia-sverige/.
3. 1 2  TT (5 november 2007). ”Ännu en Hallundarånare åtalad”. Dagens Nyheter. http://www.dn.se/sthlm/annu-en-hallundaranare-atalad/. Läst 24 juni 2015.
4. ↑  Johansson, Sofia (24 maj 2009). ”Risk för gängkrig”. Expressen. http://www.expressen.se/nyheter/risk-for-gangkrig/.

### Webbkällor
- Winberg, Birgitta (12 mars 2005). ”Krönika: ”Fucked for life””. Apropå 1/2005. Brå. Arkiverad från originalet den 21 juli 2011. https://web.archive.org/web/20110721204033/http://www.bra.se/extra/pod/?action=pod_show&id=631&module_instance=12. Läst 28 juli 2007.